# Synallaxe du Cipo
Asthenes luizae
Espèce
Statut de conservation UICN

 NT  : Quasi menacé
Le Synallaxe du Cipo (Asthenes luizae Vielliard, 1990,) est une espèce d'oiseaux de la famille des Furnariidae.

## Répartition
Cette espèce est endémique du Brésil, dans le Minas Gerais, plus précisément dans la région de la Serra do Cipó.